# エジプトガン
エジプトガン（Alopochen aegyptiaca）は、カモ科に分類される鳥類の一種。アフリカ大陸原産だが、主に観賞用として人気があるため、ヨーロッパやアメリカ合衆国などに導入されている。古代エジプト美術に頻繁に登場する。日本でも愛玩鳥として流通しており、飼育下では丈夫で適応性が高い。

## 分類
1766年にスウェーデンの博物学者であるカール・フォン・リンネによって、『自然の体系』第12版の中で Anas aegyptiaca として記載された。リンネの記載は、1760年にフランスの鳥類学者であるマチュラン・ジャック・ブリソンが著書『鳥類学』の中で図示した「L'oye d'Egypte (エジプトのガチョウ)」に基づいている。ブリソンはラテン語の Anser Egyptiatiacus という名称を使用したが、二名法には準拠しておらず、動物命名法国際審議会には認められていない。絶滅したモーリシャスガンおよびレユニオンガンとともに、エジプトガン属に分類されている。エジプトガン属は1885年にノルウェー生まれの動物学者であるレオナード・ヘス・スタイネガーによって設立された。亜種は認められていない。属名はギリシア語の「ἀλωπός (alōpós) または ἀλώπηξ (alōpēx、キツネを意味する)」と「χήν (chēn、雁を意味する)」に由来し、背中の赤みがかった色を示している。「χήν (chēn)」は、文法的には男性名詞にも女性名詞にもなる。種小名「aegyptiaca」は、ラテン語で「エジプトの」を意味する。泳ぎが上手く、飛び方もカモよりガンに似ていることから英名が付けられた。
ツクシガモ属に最も近縁であると考えられており、共にTadorninaeに分類される。本種はエジプトガン属の唯一の現生種であり、他に数種の絶滅種が含まれる。ミトコンドリアDNAのシトクロムb配列データは、エジプトガン属とツクシガモ属の関係についてさらなる調査が必要であることを示唆している。

## 分布と生息地
サブサハラアフリカおよびナイル渓谷に広く分布しており、豊富に生息しているが、ナイル渓谷北部では個体数が減少している。低地から海抜4,000mのエチオピア高原まで、主に淡水域の近くの開けた場所で見られ、密林や砂漠ではほとんど見られない。河川や沼などに生息する。繁殖期以外にも多少は分散し、時には北方のサヘルの乾燥地域まで長距離を移動し、北アフリカのアルジェリアとチュニジアにまで到達することもある。歴史的にはそれらの地域により豊富に存在していた。
1700年代初頭まではドナウ川下流域とハンガリー南部までの南ヨーロッパ、1900年代初頭まではトルコの一部と中東西部に生息していたが、歴史的な生息範囲は完全には分かっておらず、消失の理由も不明である。

### 移入分布

#### イギリス
エジプトガンのイギリスにおける個体群の歴史は、17世紀に私有地や公園に導入された頃に遡るが、この種が正式に英国の鳥類リストに加えられたのは1971年になってからである。英国への導入は最初の自然生息地外への導入であったが、これらの個体は広範囲に拡散することはなく、他の国へ進出はしなかった。イギリスでは主にイースト・アングリアとテムズ川沿いのさまざまな場所で見られ、水面が開けており、草が短く、島や古い木の穴、古い木の胴ぶきの間など、営巣に適した場所がある環境で繁殖する。冬の間は川の渓谷に広く分散し、草や穀類を食べる。イギリスでは2009年に正式に外来種に指定された。問題を引き起こす場合、特別な許可なしに射殺される可能性がある。

#### ヨーロッパ大陸
エジプトガンは1967年にオランダに、1982年にベルギーに初めて導入され、これらがヨーロッパ大陸の個体群の基礎となり、他のヨーロッパ諸国から飼育されていた個体も逸脱したものと考えられる。この2か国から隣接諸国に分布範囲を拡大し、1980年代半ばにドイツとフランス（おそらく地元の逃げ出した個体が生息していた）に広がり、その後2000年代初頭にはチェコ、デンマーク、ルクセンブルク、スイスに広がった。オーストリア、イタリア、ポーランド、スペイン、スウェーデンなど他の国でも観察され、繁殖した例もあるが、これらの国に定着したかどうかは不明である。
闘争性が強く、他種のカモ類を殺すこともある。そのため在来種を減少させたり、駆逐したりする可能性があり、2017年以降は欧州連合の侵略的外来種に指定されている。輸入、飼育、輸送、販売、使用、交換、放出が禁じられており、加盟国は種の根絶に努める義務がある。

#### その他の地域
モーリシャス、イスラエル、アラブ首長国連邦、アメリカ合衆国にも導入され、繁殖個体群が定着している。アメリカ合衆国では、アーカンソー州、カリフォルニア州、フロリダ州、ネブラスカ州、オクラホマ州、テキサス州で繁殖個体群が確認され、他の地域からも時折報告がある。オーストラリアとニュージーランドにも導入されたが、定着はしなかった。日本ではおそらく飼育施設から逃げ出したと思われる個体が、時折野外で観察されることがある。

## 形態

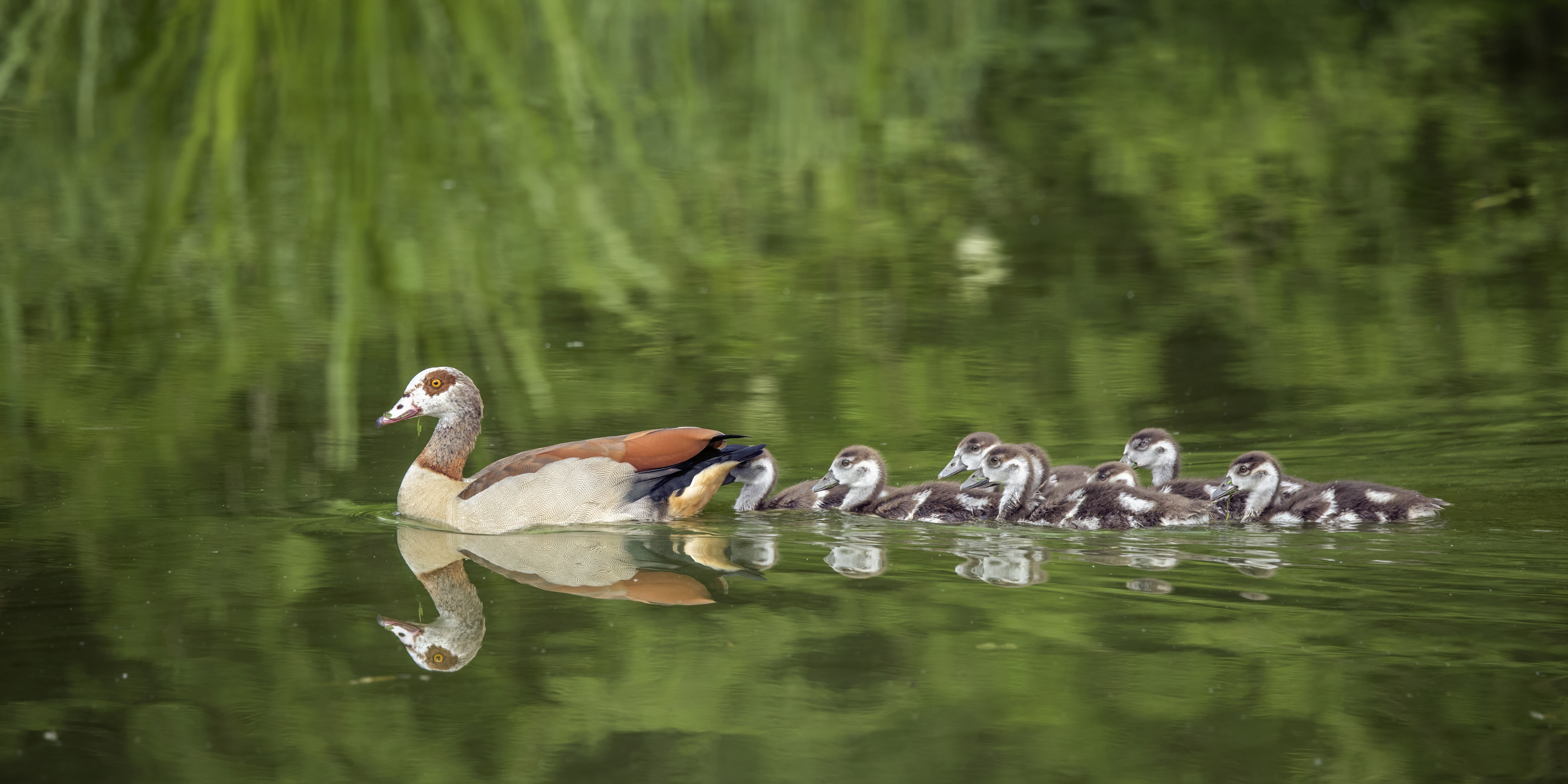
親鳥と雛

全長70cm。翼長は雄で40-43cm、雌で35-38.5cm。雌雄の羽毛に差は無いが、雄は通常やや大型である。羽毛の色は個体差が大きく、灰色がかった個体や茶色がかった個体が知られるが、この変異は性別や年齢によるものではない。成鳥の翼の大部分は白色だが、静止時には白い部分は雨覆羽に隠れている。警戒時など興奮状態になると、白い部分が露出する。全身の羽衣は黄灰色で、眼の周囲や背、下胸の羽衣は褐色。雨覆羽は白い。次列風切にある翼鏡は緑色。後肢は長い。嘴や後肢はピンク色。

## 生態と行動
単独やペア、家族群を形成し生活するが、換羽期には約50羽の群れを形成することもある。繁殖形態は卵生。樹洞、岩の隙間、草原などに巣を作り、他の鳥類の古巣を利用することもある。6-12個（平均7個）の卵を産む。抱卵期間は30日。様々な場所に営巣するが、公園内の木の穴に巣を作ることが多い。雌は葦、葉、草を使って巣を作り、両親が交代で卵を温める。通常は一生涯を通じて同じつがいで過ごす。子孫が自立できる年齢になるまで、雌雄ともに世話をする。しかし親は幼鳥の餌を探さず、幼鳥は孵化するとすぐに自分で餌を探し始める。
食性は雑食で、草、種子、果実、昆虫、甲殻類などを食べる。生後数週間の雛は主に小型の水生無脊椎動物、特に淡水プランクトンを食べる。そのため、酸素欠乏状態によってボツリヌス毒素が生成され、毒素を含んだミミズや昆虫の幼虫を介して生物濃縮が起こり、そのような獲物を食べた雛の群れ全体が死んでしまう可能性がある。親鳥は餌における動物の割合が少ないため、通常は影響を受けない。
繁殖期には雌雄ともに同種に対する縄張り意識が強く、侵入者を追いかけ、空中で攻撃することが多い。生息地に侵入したドローンなどの飛行物体を攻撃する様子も観察されている。自身の子孫の生存のため、またより多くの資源を得るため、付近の雛を殺すこともある。
本来の生息域では、ヒョウ、ライオン、チーター、ハイエナ、ワニ、ハゲワシなどが天敵である。野生個体の寿命は最長でも15年だが、飼育下では35歳まで生きた記録もある。
雌雄の声や発声法は異なり、雄は控えめなクワクワという音を発し、興奮しない限りめったに鳴かない。大きく息を吐くような鳴き声を素早く連続して発し、蒸気機関のような音を出すこともある。雌ははるかに騒々しいクワクワという音を発し、子育てをしているときに攻撃的によく鳴く。雄はガーガー鳴いたり、首を伸ばしたり、羽を広げたり、手の込んだ求愛ディスプレイで雌を引き付ける。

## 画像

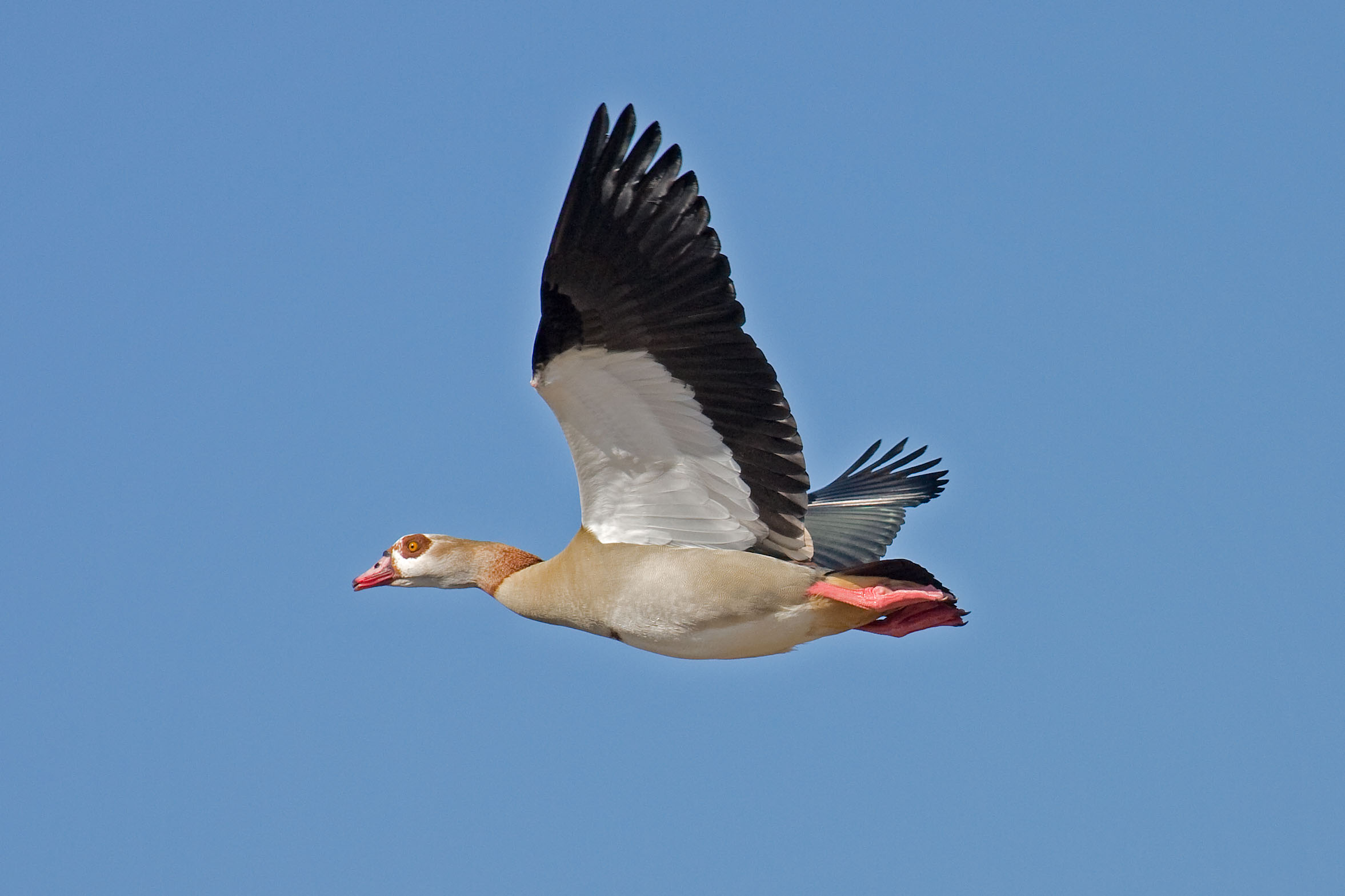
飛翔
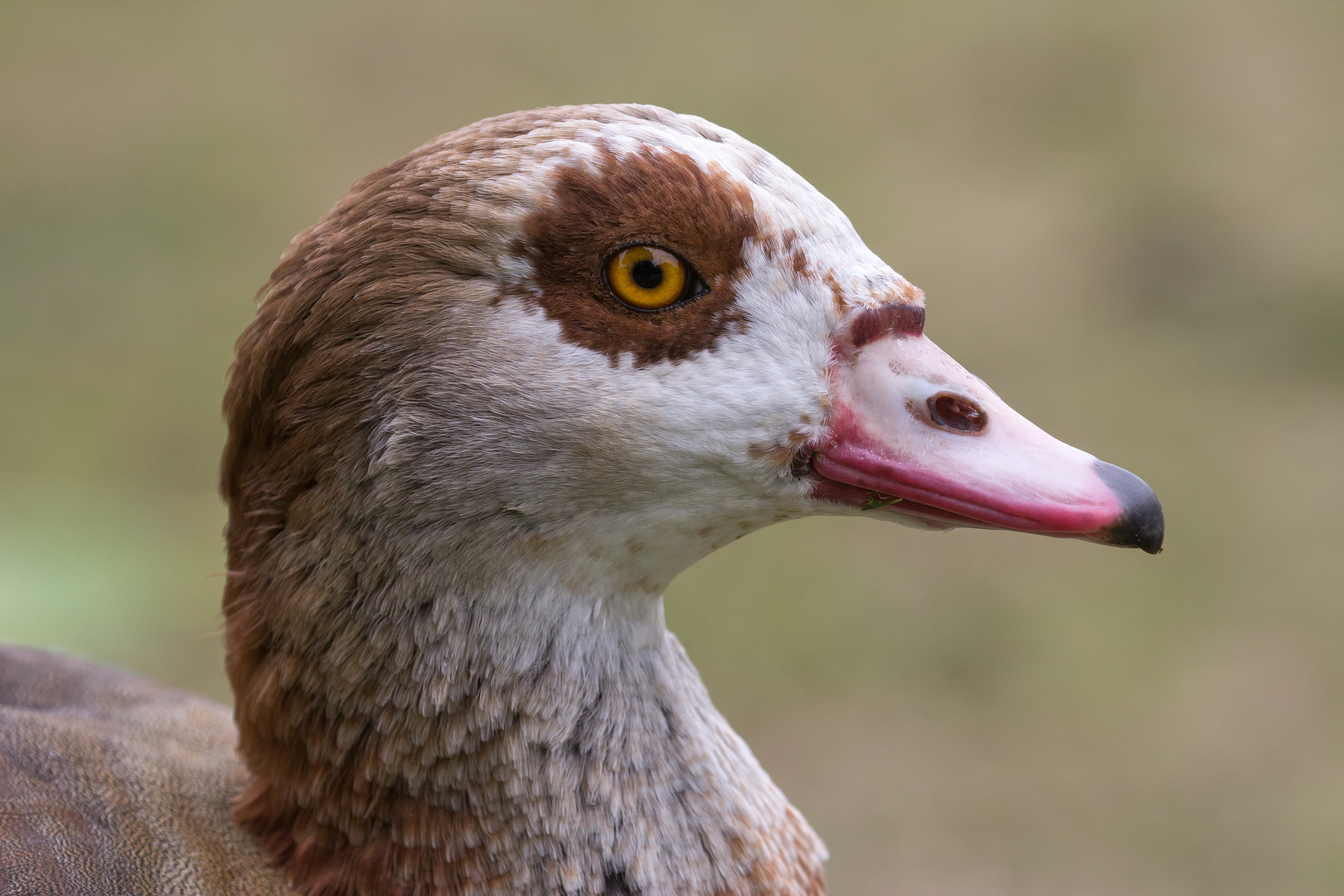
頭部
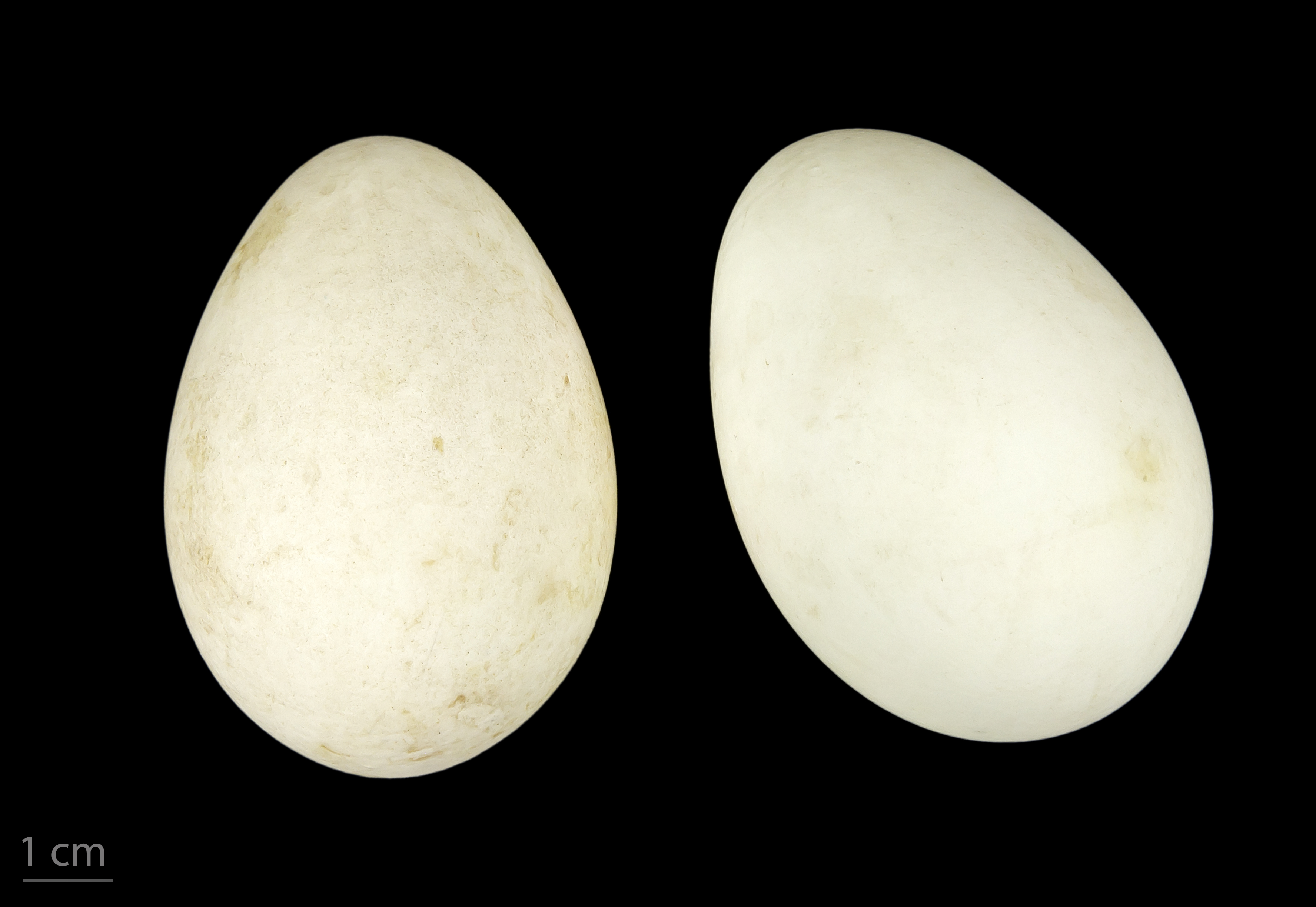
卵
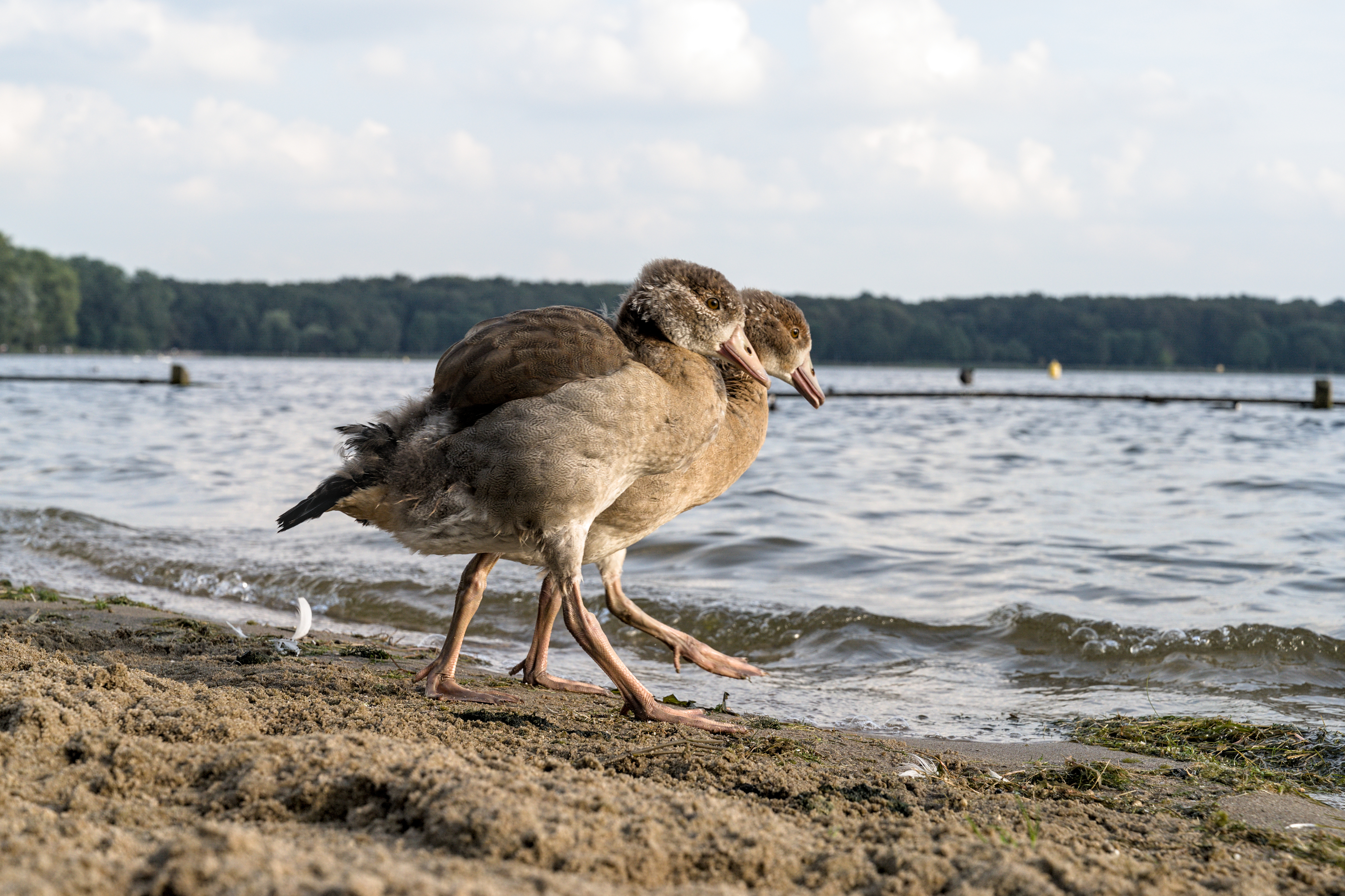
雛
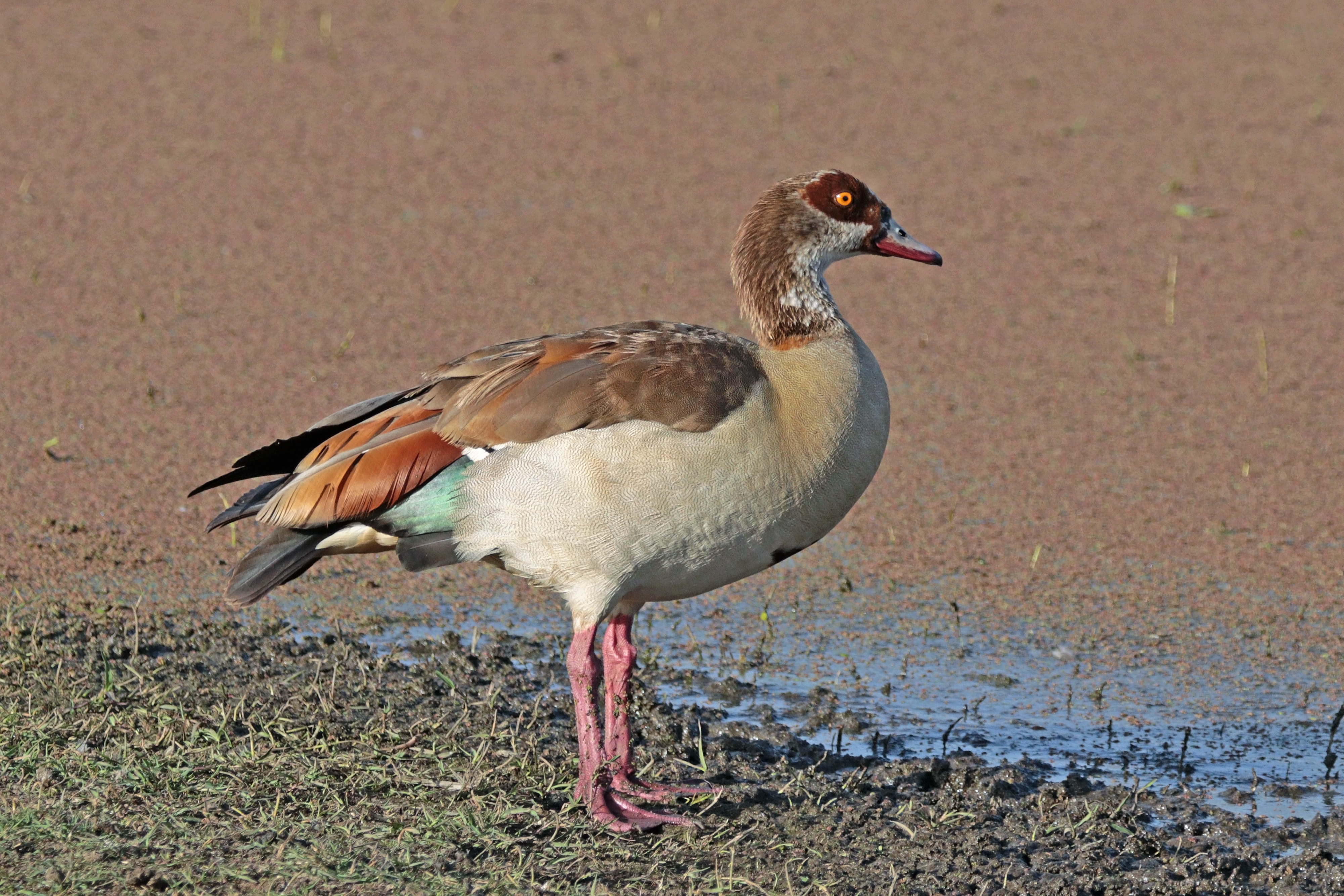
亜成鳥